# Île Colunas

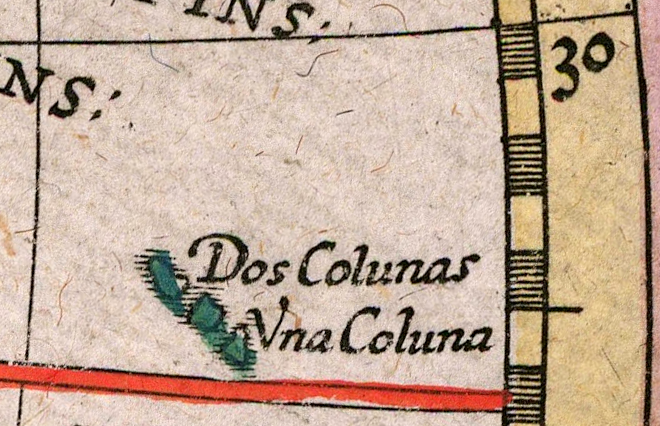
détail de la carte de Petrus Plancius de 1594 montrant la première mention connue des îles Colunas

L'Île Colunas, aussi appelée Les Îles Colunas ou Tres Colunas, autrefois séparées en Una Coluna et Dos Colunas, est un groupe d'îles fantômes du Pacifique nord, plusieurs fois signalées sur les listes marines et les cartes entre le XVIe siècle et le XXe siècle avant d'être définitivement considérées comme inexistantes. Il a été proposé qu'elles correspondent aux îles Sōfugan (en) ou Tori-shima.

## Historique
Les diverses localisations proposées de l'île sont visualisables sur la carte OpenStreetMap ci-contre.

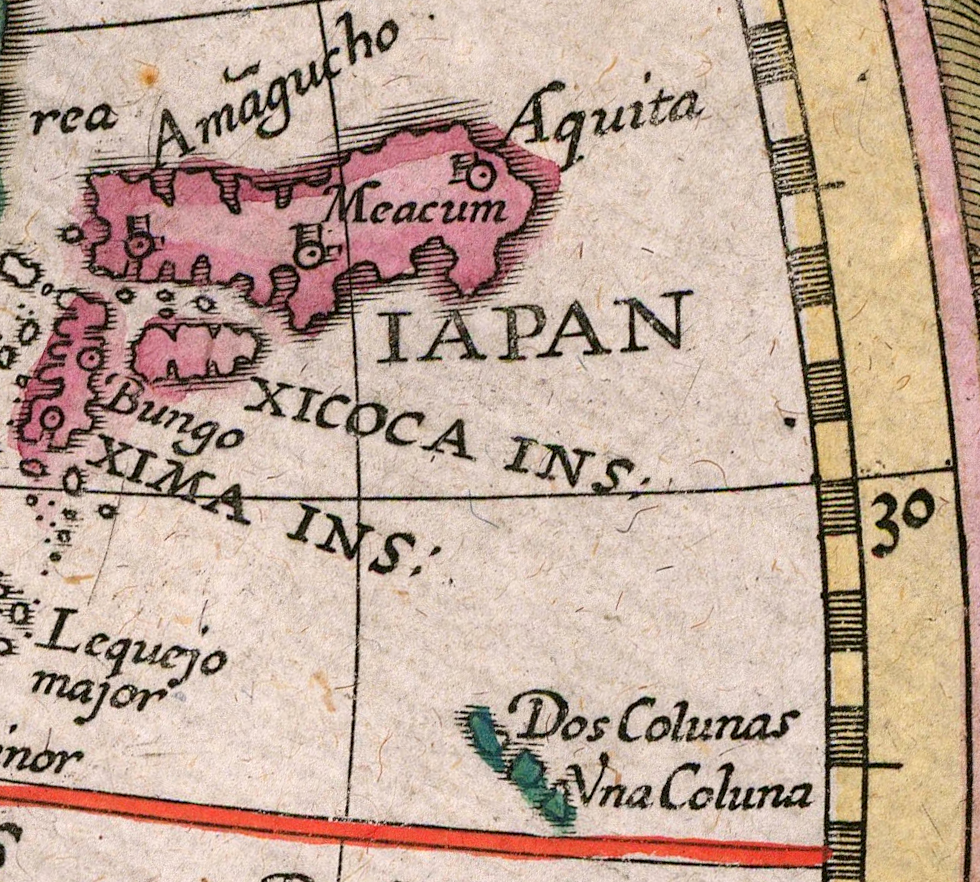
détail de la carte de Petrus Plancius de 1594

La première mention connue des Colunas est la mappemonde du cartographe flamand Petrus Plancius, publiée en 1594, où l'on peut y voir un groupe de trois îles appelées Dos Colunas et Una Coluna au large du Japon, légèrement au nord du tropique du Cancer alors qu'elles sont absentes de la mappemonde du même auteur éditée 4 ans auparavant en 1590. Le terme de coluna signifie colonne en portugais, alors que la région a plutôt été explorée au XVIe siècle par les Espagnols (le terme espagnol serait columna qui apparaît effectivement sur quelques rares cartes). Les trois îles sont orientées sur la carte sur une direction nord-ouest/sud-est, Una Colona étant la plus au sud du groupe. La coordonnée du groupe d'île est approximativement 25°N, 150°E. Dès lors, les îles Colunas vont apparaître sur la plupart des cartes, y compris mondiales. En effet, malgré leur petite taille, elles occupent une région par ailleurs pauvre en îles et permettent de meubler un espace assez vide sur les cartes.

### Évolution du nom
Après le XVIe siècle, les îles Colunas ne seront quasiment jamais décrite par les navigateurs, ce qui n'empêche pas les géographes de les reporter sur les tables nautiques et les cartes. L'incertitude de la position va aussi inciter les géographes à réunir ces îles insaisissables. D'abord décrites en deux groupes d'îles : Una Coluna et Dos Colunas, elles vont, à partir du milieu du XVIIIe siècle, être nommées Las Colunas ou Tres Colunas. Vers le début du XIXe siècle, c'est sous le vocable de l'île Colunas qu'elles sont le plus souvent mentionnées.

### Dans les tables nautiques et géographiques
| Date | Référence | Note | Correction par méridien utilisé       | Coordonnées                                                                             |
| ---- | --- | --- | ------------------------------------- | --------------------------------------------------------------------------------------- |
| 1734 | Cabrera Bueno, Navegacion especulativa, y practica                                                                          | Colunnas | méridien du Détroit de San-Bernardino | 27° 57′ 00″ N, 155° 21′ 48″ E                                                           |
| 1762 | tables de l'amiral George Anson (1697-1762), citées par Burney, A chronological history of the discoveries in the South Sea | Colunas | méridien du Détroit de San-Bernardino | position des 3 îles 29° 00′ N, 155° 12′ E, 29° 45′ N, 154° 42′ E, 28° 28′ N, 155° 24′ E |
| 1820 | Louis de Grandpré, Dictionnaire universel de géographie maritime                                                            | « Colunas (las), petite île de la mer Pacifique du Nord , dans l'ESE du Japon , et au NE des iles Mariannes ; elle est presque contiguë à la petite île qu'on nomme la Femme Loth ; le parallèle de 30° passe entr'elles deux. Elles sont sous le même méridien , par 154°44 ' à l'E de Paris. Carte du dépôt de la marine de l'an 6. » | Méridien de Paris                     | 30° 00′ N, 157° 04′ E                                                                   |
| 1820 | P. Ducom, Cours d'observations nautiques                                                                                    | Colunas | Méridien de Paris                     | 28° 55′ N, 158° 00′ E                                                                   |
| 1826 | Bowditch's American Practical Navigator jusqu'en 1880 mais les îles n'apparaissent plus dans l'édition de 1888              | Calunas island | Méridien de Greenwich                 | deux coordonnées : 28°55' N, 158° E et 28° 53′ N, 162° 00′ E                            |
| 1841 | J. N. Reynolds, Pacific and Indian Oceans                                                                                   | Calunus island | Méridien de Greenwich                 | 28°53' N, 162° E                                                                        |
| 1860 | John Dower, A New general atlas of modern geography                                                                         | Tres Colunas | Méridien de Greenwich                 | 29° 45′ N, 155° 00′ E                                                                   |

### Cartographie
Galerie de cartes contenant une mention des îles Colunas avec leur localisation, présentées par ordre chronologique :
| Date | mention des îles                                     | Carte | Image | Coordonnées approximative des îles                             |
| ---- | ---------------------------------------------------- | --- | ----- | -------------------------------------------------------------- |
| 1594 | Dos Colunas et Una Coluna                            | Orbis Terrarum typus de integro multis in locis emendatus : mappemonde en latin de Petrus Plancius, première mention des îles Colunas                        |       | 25° N, 150° E                                                  |
| 1596 | Das Colunas et Una Coluna                            | Orbis Terrae Compendiosa Descriptio Ex peristissimorum totius orbis Gaeographorum operibus desumpta : mappemonde en latin de Johannes Baptista Vrients       |       | 25° N, 150° E                                                  |
| 1615 | Dos Colunas et Una Coluna                            | planisphère en latin de Giuseppe di Rossi |       | 32° N, 154° E                                                  |
| 1630 | Dos Colunas et Una Coluna                            | mappemonde en latin de Johannes Kepler |       | 24° N, 154° E                                                  |
| 1681 | Das Colunas et Una Coluna                            | carte du Pacifique en hollandais de Johannes van Keulen |       | 24° N, 151° E                                                  |
| 1691 | Due Colonne et La Colonna                            | carte du Pacifique en italien de Vincenzo Coronelli |       | 22° 30′ N, 146° 00′ E                                          |
| 1705 | Das Colunas et Una Coluna                            | carte du Pacifique en anglais de Samuel Thornton |       | 23° N, 145° E                                                  |
| 1730 | Las Colunas                                          | carte de l'Asie en français, premier regroupement des îles sous le terme générique de Las Colunas                                                            |       | 27° N, 154° E                                                  |
| 1730 | Das Colunas et Una Coluna                            | carte de l'Asie en anglais par Herman Moll |       | 24° N, 146° E                                                  |
| 1730 | I. Dos columnas et beaucoup plus loin Una Columna I. | Asia Cum Omnibus Imperiis Provinciis Statibus et Insulis Iuxta Observationes Recentissimas et Accuratissimas Correcte et Adornata : carte de l'Asie en latin |       | Una Columna I. : 23° N, 145° E I. Dos columnas : 21° N, 140° E |
| 1750 | Las Colunas                                          | mappemonde en français |       | 27° N, 155° E                                                  |
| 1774 | Colimas                                              | mappemonde en anglais par Samuel Dunn : orthographe fautive rencontré une fois                                                                               |       | 29° N, 154° E                                                  |
| 1780 | Tres Colunas                                         | carte en anglais du Pacifique montrant les découvertes des navigateurs européens. Première mention des îles regroupées sous le terme de Tres Colunas         |       | 29° N, 153° E                                                  |
| 1802 | Tres colunas od 3 saeulen                            | carte en allemand du Pacifique |       | 29° N, 153° E                                                  |
| 1825 | Colunas                                              | carte en anglais du Pacifique |       | 30° N, 156° E                                                  |
| 1830 | Colunas                                              | carte en français du Pacifique |       | 28° 30′ N, 157° 00′ E                                          |
| 1837 | Colunas                                              | carte en anglais du Pacifique |       | 30° N, 156° E                                                  |
| 1849 | Colunas                                              | carte en allemands du Pacifique |       | 29° N, 160° E                                                  |
| 1857 | Colunas Isl ?                                        | carte nautique en anglais du Pacifique |       | 29° N, 158° E                                                  |
| 1874 | Colunas Isl ?                                        | carte en anglais du Pacifique |       | 29° N, 158° E                                                  |
| 1917 | Colunas                                              | carte en anglais du Pacifique |       | 29° N, 158° E                                                  |

## Recherches infructueuses et propositions d'identification

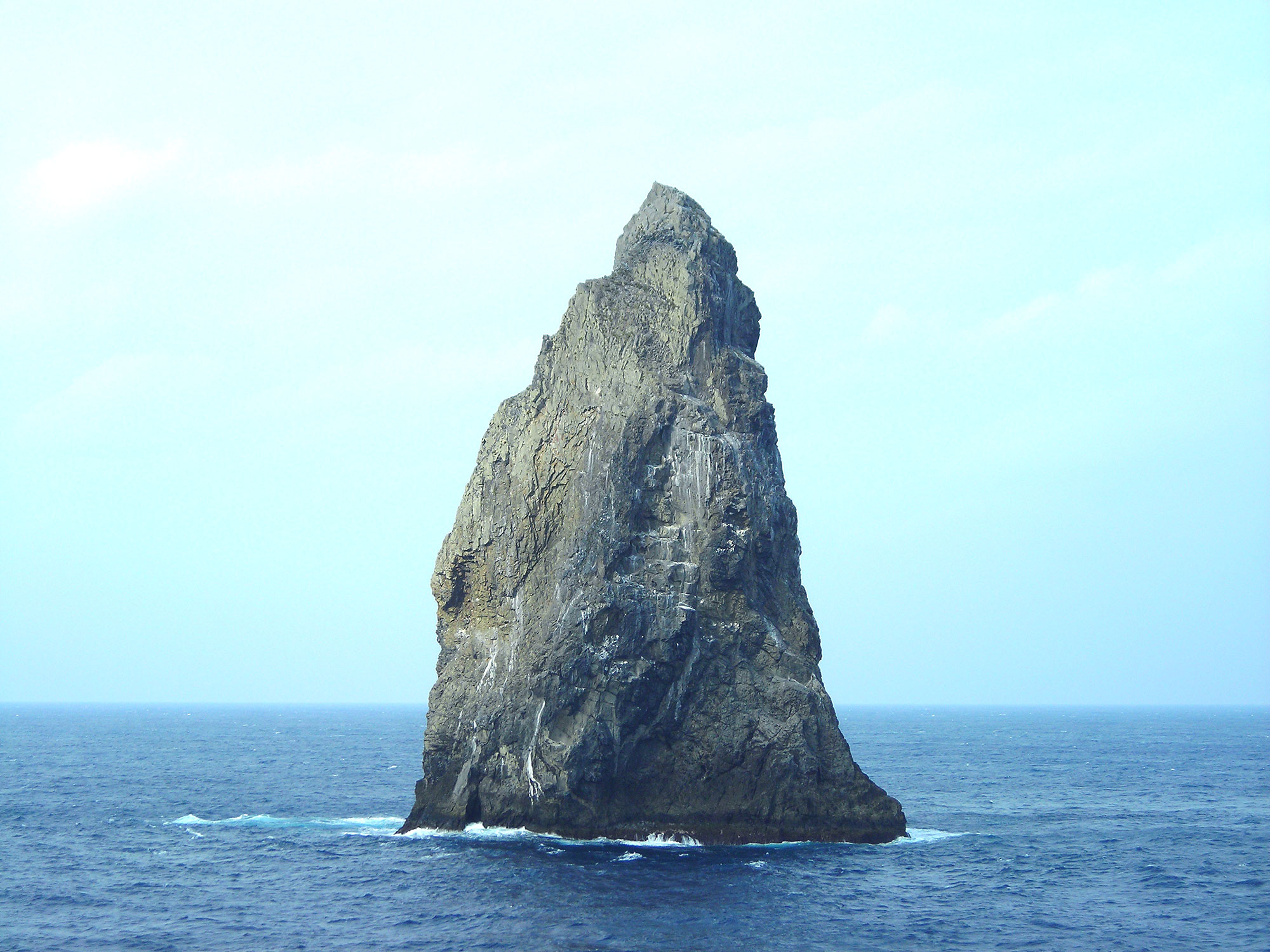
île Sōfugan, correspondant peut-être à l'île Una Coluna

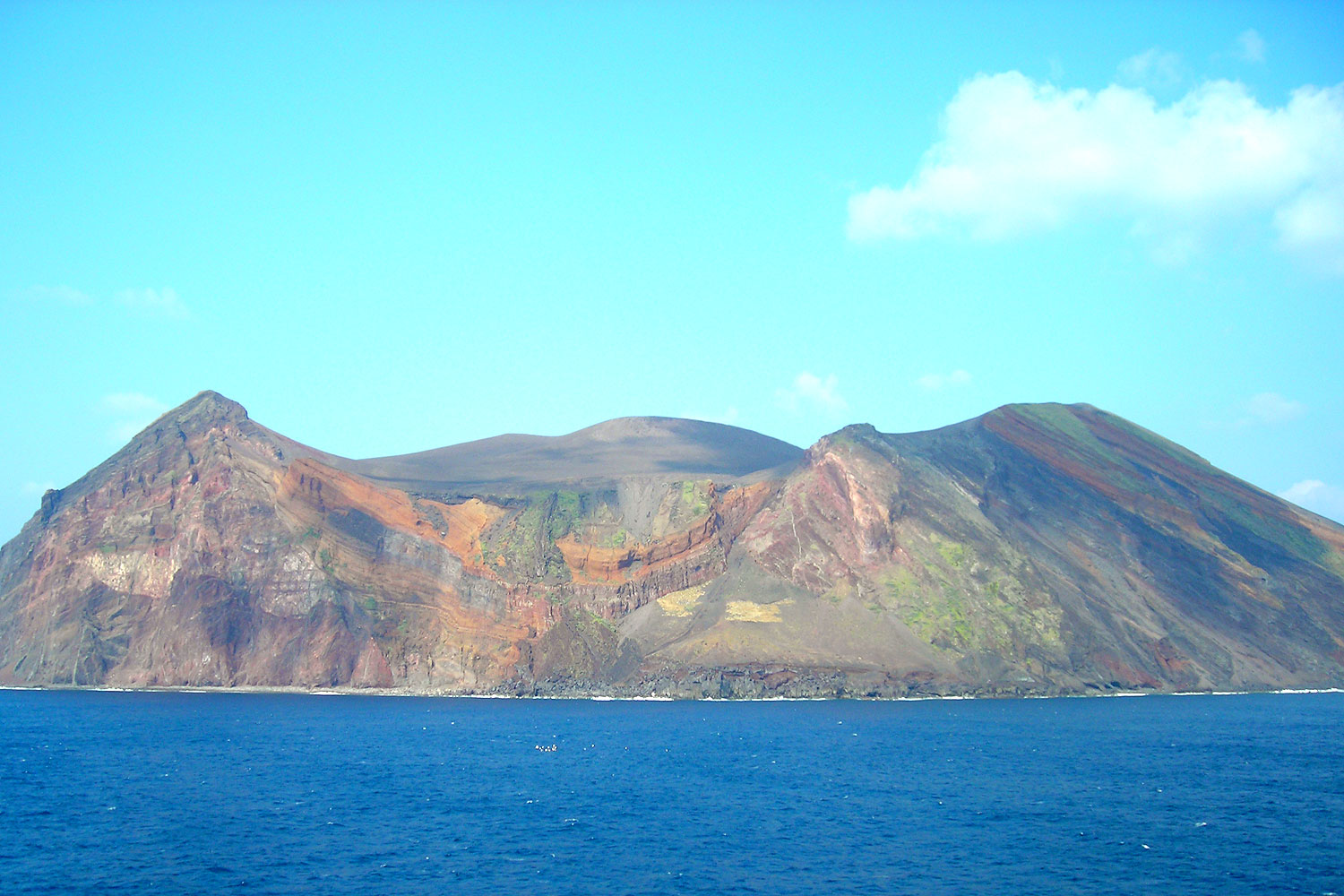
île Tori-shima, correspondant peut-être à l'île Dos Colunas

L'accumulation des informations douteuses et imprécises tend à multiplier les îles incertaines qui se retrouvent sur les cartes jusqu'à créer un « enchevêtrement presque inextricable ». Ces îles sont parfois réunies au sein d'un Archipel Anson (en) ou d'un archipel de Gaspar-Rico qui n'existe pas plus que la plupart des îles fantômes qui les constituent. On peut citer : l'île Ganges, Rica de Oro, Los Jardines, Roca de Plata, Laomira, Decierta, Burrows, Dexter, Lobos, Otros, Tarquin,...
En 1827, Friedrich von Lütke qui dirige le navire d'exploration russe le Seniavine recherche en vain l'île,. C'est le début du doute sur l'existence des Colunas. Lütke est le premier à suggérer que « Las Colunnas et La femme de Loth ne soient qu'une seule et même île ». En 1836, Grégoire Louis Domeny de Rienzi pense que l'île n'existe pas. C'est aussi l'avis de Reynolds en 1841 qui note que le Capitaine Hart ne put lui non plus retrouver les Colunas, et propose de les retirer des cartes.
Il a été proposé que les îles fantômes de la région aient pu disparaître à l'occasion d'une catastrophe naturelle; mais il est plus probable qu'il s'agissait de mauvaises positions des îlots à une époque où les mesures géographiques étaient très imprécises.
C'est ainsi que plusieurs identifications ont été proposées pour les îles Colunas. Après Lütke en 1836, Dahlgren en 1916,  propose que Una Coluna puisse être l'îlot Sōfugan (en), autrefois appelé La Femme de Loth. L'aspect correspond en effet assez bien à celui d'une « colonne ». Cette identification est encore l'avis de Spate en 2004. Reprenant les descriptions anciennes, Dahlgren propose que l'île Una Coluna corresponde au rocher décrit par Alonso de Arellano en 1565 à 31° de latitude nord. Pour Wagner, cette identification semble « évidente ». Dahlgren propose que cet îlot soit également le même que celui vu le 24 mars 1599 par William Adams.
Quant au groupe de Dos Colunas, Dahlgren propose de l'identifier à l'île Tori-shima (autrefois appelée île Saint-Antoine, puis Ponafidin). L'allure de l'île pourrait en effet évoquer deux colonnes, mais sa position est nettement plus à l'est que la plupart des localisations proposées.